# Francesco Zampaglione
Francesco Zampaglione (Roma, 6 luglio 1970) è un cantautore e compositore italiano.

## Biografia
Il suo primo gruppo, i 6 Suoi Ex, attivo tra il 1989 ed il 1993 in cui militava anche Riccardo Sinigallia ha pubblicato un paio di singoli. Ha fatto poi parte, fino al 2001, dei Tiromancino per i quali ha scritto, con suo fratello Federico, la musica ed i testi degli album Alone alieno, Rosa spinto dando vita ad un suono che contraddistinguerà il gruppo negli anni a venire; nel 2000 realizza La descrizione di un attimo, in quest'ultimo richiama il suo vecchio amico Riccardo Sinigallia che entrerà come coautore e coproduttore, sempre insieme a Federico ma le pressioni date dall'improvviso successo del disco e alcune divergenze "caratteriali" tra i vari componenti portano all'inevitabile scioglimento della band che, dopo i legittimi riconoscimenti, venne lasciata a Federico. Successivamente si è dedicato al rock sperimentale del primo disco di Riccardo Sinigallia, ai dischi e le collaborazioni nell'hip hop con La Comitiva (supergruppo composto da Ice One, Dj Stile, David Nerattini e Riccardo Sinigallia), Frankie hi-nrg mc, Colle der Fomento, Gel.
Ha composto anche le colonne sonore per i film Paz!,  e Tulpa - Perdizioni mortali, i brani Due destini e Bell'amore, rispettivamente nei film Le fate ignoranti e Amatemi e la colonna sonora della serie televisiva 48 ore. È proprio in questo periodo ricomincia a collaborare col fratello Federico.
Nel 2009 ha collaborato con Andrea Moscianese nel duo The Alvarius per la realizzazione della colonna sonora del film Shadow diretto dal fratello. Con questo film riceverà la sua seconda nomination al Nastro d'argento (la prima era stata con Le fate ignoranti per il brano Due destini).
Nel 2012 registra il suo primo album da cantante e arrangiatore, Un uomo e..., nel quale scrive tutti i pezzi: in questo album ci sarà ancora la collaborazione con Gioia Ragozzino, che firma con lui 4 pezzi, e con Riccardo Sinigallia, che cofirma il brano Al campo nomadi. Proprio Sinigallia ha curato insieme a Francesco il missaggio del disco. Nel 2014 è produttore e autore del disco Indagine su un sentimento, firmando insieme a Federico Zampaglione tutti i brani, tra cui il singolo Immagini che lasciano il segno, scritto con l'autrice Gioia Ragozzino. Nel 2016 inizia la collaborazione con la cantante Nathalie, di cui produce il nuovo disco, Into the Flow (2019).
Appassionato di arti visive, ha collaborato con la fotografa ed autrice Gioia Ragozzino nella creazione di un laboratorio fotografico realizzando mostre e cortometraggi, tra cui il video realizzato con la tecnica stop-motion del pezzo Un uomo e..., primo singolo dell'omonimo album che ha visto per la prima volta Francesco Zampaglione nelle vesti non solo di autore e musicista ma anche di interprete.

## Procedimenti giudiziari
È stato arrestato il 29 agosto 2019 a Roma dopo una rapina ad una banca sulla circonvallazione Gianicolense, armato di una pistola giocattolo a cui era stato tolto il tappo rosso. Datosi alla fuga con la refurtiva, è stato però pedinato da un cliente della banca che ha allertato i carabinieri fornendo le indicazioni utili ad intercettarlo lungo il tragitto. Viene condannato nel 2022 a 2 anni e 10 mesi per rapina e aggressione. Benché abbia sostenuto di aver compiuto l'atto non "per soldi, ho una buona disponibilità economica. Era un atto dimostrativo, l’ho fatto per mostrare la disperazione di un comune cittadino nei confronti della politica economica di questo Paese", i legali hanno presentato una perizia non accolta in cui sostenevano la presenza di "difficoltà economiche, psicologiche e sociali", causate anche dal rapporto difficile col fratello.

## Discografia

### Album
- 1995 - Alone alieno  (Tiromancino)
- 1997 - Rosa spinto (Tiromancino)
- 1998 - Medicina buona (La Comitiva)
- 2000 - La descrizione di un attimo (Tiromancino)
- 2003 - Riccardo Sinigallia (Riccardo Sinigallia)
- 2006 - Incontri a metà strada (Riccardo Sinigallia)
- 2007 - L'alba di domani (Tiromancino)
- 2008 - Il suono dei chilometri (Tiromancino)
- 2009 - Shadow (colonna sonora)
- 2013 - Tulpa (colonna sonora)
- 2012 - Un uomo e... (Francesco Zampaglione)
- 2014 - Indagine su un sentimento (Tiromancino)
- 2015 - L'inferno dei vivi (Richard Benson)

### Collaborazioni
- Riccardo Sinigallia
- Ice One
- Frankie hi-nrg mc
- Lucio Dalla
- Franco Califano
- Marina Rei
- Massimo Nunzi
- Mario Donatone
- Rocco Hunt
- Colle der Fomento
- Stefano Di Battista
- Andrea "Mughen" Moscianese
- Nathalie
- Richard Benson
- Alessandra Amoroso

### Colonne sonore
- Paz!
- Shadow
- Tulpa - Perdizioni mortali
- Le fate ignoranti con il brano Due destini
- Amatemi con il brano Bell'amore
- 48 ore (serie televisiva)